# Lindoso (Portugal)
Lindoso es una freguesia portuguesa del concelho de Ponte da Barca, con 46,48 km² de superficie y 536 habitantes (2001). Su densidad de población es de 11,5 hab/km².

## Galería

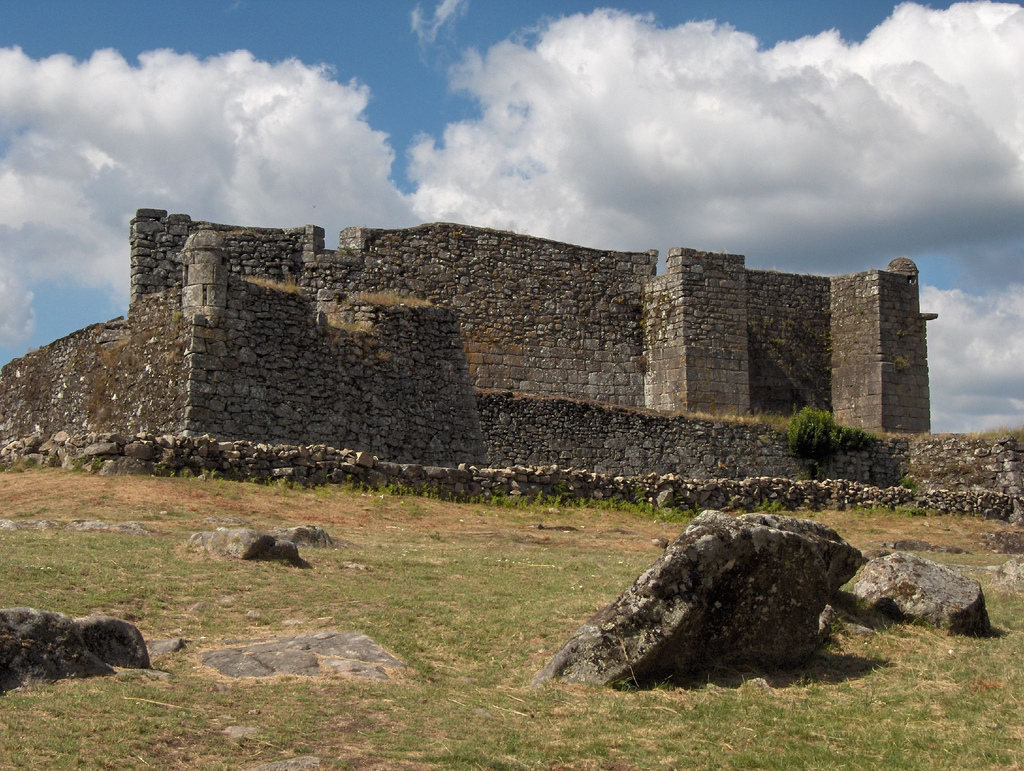
Castillo de Lindoso